# 林波波國家公園

林波波國家公園（Parque Nacional do Limpopo）是東非國家莫桑比克的國家公園，位於該國南部加扎省，北面以林波波河為界，佔地約10,000平方公里，成立於2001年11月27日，野生動物包括長頸鹿、非洲象、斑馬、角馬、疣豬等。

## 外部連結
- Official Web site

23°52′S 32°08′E / 23.867°S 32.133°E